# غراتز
غراتز (بالإنجليزية: Gratz, Kentucky)‏ هي مدينة تقع في مقاطعة أوين، كنتاكي بولاية كنتاكي في وسط جنوب شرق الولايات المتحدة. تبلغ مساحة هذه المدينة 0.9 (كم²)، وترتفع عن سطح البحر 137 م، بلغ عدد سكانها 89 نسمة في عام 2000 حسب إحصاء مكتب تعداد الولايات المتحدة وتصل الكثافة السكانية فيها 98.8 نسمة/كم2.

## وصلات خارجية
- The US50 - Cities and Towns in Kentucky State